# ان‌جی‌سی ۴۰۳۰
ان‌جی‌سی ۴۰۳۰ (انگلیسی: NGC 4030) نام یک کهکشان در صورت فلکی دوشیزه است.